# Zbąszynek (gmina)
Pour les articles homonymes, voir Zbąszynek.
Zbąszynek est une gmina urbaine-rurale (gmina miejsko-wiejska) ou mixte de la powiat de Świebodzin, dans la Voïvodie de Lubusz, dans l'ouest de la Pologne.
Son siège administratif (chef-lieu) est la ville de Zbąszynek, qui se situe environ 20 kilomètres à l'est de Świebodzin (siège de la powiat), 41 kilomètres au nord-est de Zielona Góra (siège de la diétine régionale) et 66 kilomètres au sud-est de Gorzów Wielkopolski (capitale de la voïvodie).
La gmina couvre une superficie de 94,42 km2 pour une population de 8 356 habitants en 2016.

## Histoire
De 1975 à 1998, la gmina est attachée administrativement à la voïvodie de Zielona Góra.

Depuis 1999, elle fait partie de la voïvodie de Lubusz.

## Géographie
Outre la ville de Zbąszynek , la gmina inclut les villages et localités de :

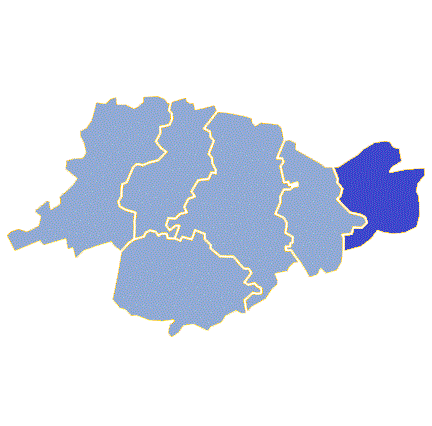
Plan de la gmina

- Boleń
- Bronikowo
- Chlastawa
- Dąbrówka Wielkopolska
- Depot
- Kosieczyn
- Kręcka Winnica
- Kręcko
- Nowy Gościniec
- Rogoziniec
- Samsonki
- Stradzewo

### Gminy voisines
La gmina de Zbąszynek est voisine des gminy suivantes :
- Babimost
- Szczaniec
- Trzciel
- Zbąszyń

## Structure du terrain
D'après les données de 2002, la superficie de la commune de Zbąszynek est de 94,42 kilomètres carrés, répartis comme telle :
- terres agricoles : 51 %
- forêts : 38 %

La commune représente 10,07 % de la superficie du powiat.

## Démographie
Données du 30 juin 2004:
| Description        | Total  | Total | Femmes | Femmes | Hommes | Hommes |
| ------------------ | ------ | ----- | ------ | ------ | ------ | ------ |
| Unité              | Nombre | %     | Nombre | %      | Nombre | %      |
| Population         | 8 539  | 100   | 4 380  | 51,3   | 4 159  | 48,7   |
| Densité (hab./km²) | 90,4   | 90,4  | 46,4   | 46,4   | 44     | 44     |